# Кроа Мар
Кроа Мар (фр. Croix-Mare) насеље је и општина у северној Француској у региону Горња Нормандија, у департману Приморска Сена која припада префектури Руан.
По подацима из 2011. године у општини је живело 741 становника, а густина насељености је износила 85,76 становника/km². Општина се простире на површини од 8,64 km². Налази се на средњој надморској висини од 156 метара (максималној 157 m, а минималној 53 m).

## Демографија
| 1962. | 1968. | 1975. | 1982. | 1990. | 1999. | 2011. |
| ----- | ----- | ----- | ----- | ----- | ----- | ----- |
| 458   | 459   | 436   | 508   | 591   | 590   | 741   |

График промене броја становника у току последњих година